# Ансамбль храмов Усекновения Главы Иоанна Предтечи и Вознесения Господня
Храмовый комплекс: храм Усекновения Главы Иоанна Предтечи 1773—1785 годов и храм Вознесения Господня 1863 года — архитектурный ансамбль двух приходских храмов Кинешемской епархии Русской православной церкви в селе Парском Родниковского района Ивановской области.

## История
По местному преданию, в 1552 году Парское проездом посетил царь Иван IV, возвращавшийся из Казанского похода, и после в знак благодарности за радушный приём прислал икону — образ Иоанна Предтечи, ставший главной святыней сельского храма и считавшийся чудотворным.
История храма гласит, что на берегу реки Парши нашли чудотворную икону Иоанна Предтечи, и на этом месте из земли забил родник.
Парское находилось на пересечении дорог из Иванова, Дунилова и Палеха, что определило формирование его центрической планировки. Торговая площадь служила центром города, и уже в XVI веке здесь был построен деревянный храм во имя Иоанна Предтечи. Храм был построен на средства князей Шуйских из дубовых брёвен; согласно письменным источникам, размерами он превосходил ныне существующий. Деревянный храм со временем обветшал и в 1770 году от ударившей в него молнии сгорел.
По сведениям коллежского асессора Арнольди:

Церковь в селе Парском во Имя Крестителя Господня, весьма древняя и великолепно разукрашенная. Образа есть превосходного старинного письма. Престол, Царские двери и множество больших образов из чистого массивного серебра с позолотой. Ежегодных вкладов бывает более чем на 1500 руб. серебр. Большой местный образ Иоанна Предтечи по преданию пожертвован в Церковь Царем Иоанном Васильевичем Грозным, после взятия Казани. Не только все прихожане Православные, но и самые закоренелые раскольники приходят иногда в Церковь приложиться к этому образу, только не во время службы. Есть также в Олтаре другой замечательный весьма богатый образ Корсуньской Божией Матери, весь украшенный золотом и драгоценными каменьями.
Реликвии, найденные в церкви на 1900 год:
- храмовый образ «Собор Иоанна Предтечи», XV век;
- храмовый образ Иоанна Крестителя, подаренный Иваном Грозным (1552);
- образ Спаса Нерукотворного, писанный в 1515 году;
- Корсунский образ Божией Матери (1701);
- серебряный-вызолоченный ковчег с изображением Иоанна Крестителя и 33 частицами мощей (привезены из Москвы в 1717 году по обещанию ландрата Ивана Васильевича Полонского;
- Евангелие 1737 и 1681 годов;
- напрестольный крест — золотой, подаренный Иваном Ивановичем Голицыным младшим (1684).

Документальных данных, подтверждающих это, не найдено. Но «со времени отделения прихода и до сего дня преемственно ведется один род священников…», который и хранит все сведения о приходе.
Новый каменный храм во имя Усекновения главы Иоанна Предтечи был построен по просьбе прихожан и с благословения епископа Суздальского и Юрьевского Геннадия. Строительство велось в течение десяти лет, с 1773 по 1783 год, артелью местных мастеров. Имя архитектора неизвестно. Освящён храм был в 1785 году. Позднее архитектурный церковный ансамбль села Парского был дополнен зимним храмом Вознесения Господня с двумя приделами, освящёнными в 1863 году в честь Николая Чудотворца и трёх вселенских учителей — святителей Василия Великого, Григория Богослова и Иоанна Златоуста.
В 1822 году оба храма были обнесены оградой, которая включала четыре угловых павильона-часовни и трое ворот. Ныне сохранились три часовни и двое ворот; на месте четвёртой (северо-западной) во второй половине XIX века была выстроена сторожка в стиле эклектики.
В советский период в 1930-е годы храм был закрыт и передан местному колхозу. Здания храмов стали использовать в качестве складских помещений для хранения зерна (в Вознесенском храме) и хозяйственных материалов (в Предтеченском храме). В Вознесенском храме в алтарной части стояла семяочистительная машина, в притворе была устроена мельница для размола зерна.
В 1990 году храмовый комплекс церкви был возвращён сельской православной общине, и постепенно было начато церковное служение.

## Архитектура и интерьер

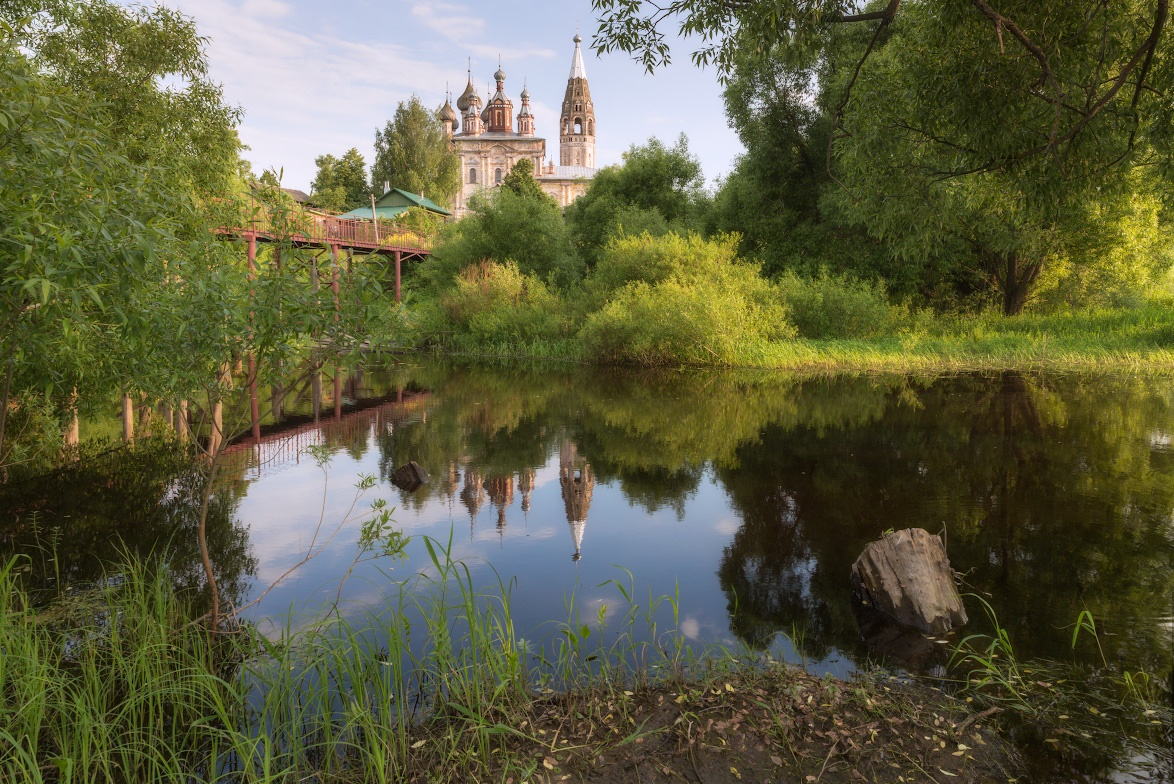
Храмовый комплекс летом

Храм Иоанна Предтечи был построен в традиционных для Шуйского региона формах (см. ансамбль села Чечкина-Богородского). Это пятиглавый двусветный четверик с шатровой колокольней (высота колокольни 42,6 м). Высота свода основного четверика — 21,3 м. Трапезная и четверик имеют одинаковую ширину и длину стен — 14,2 м. В убранстве церкви используются элементы барокко, тоновского стиля и классицизма (в приделах).

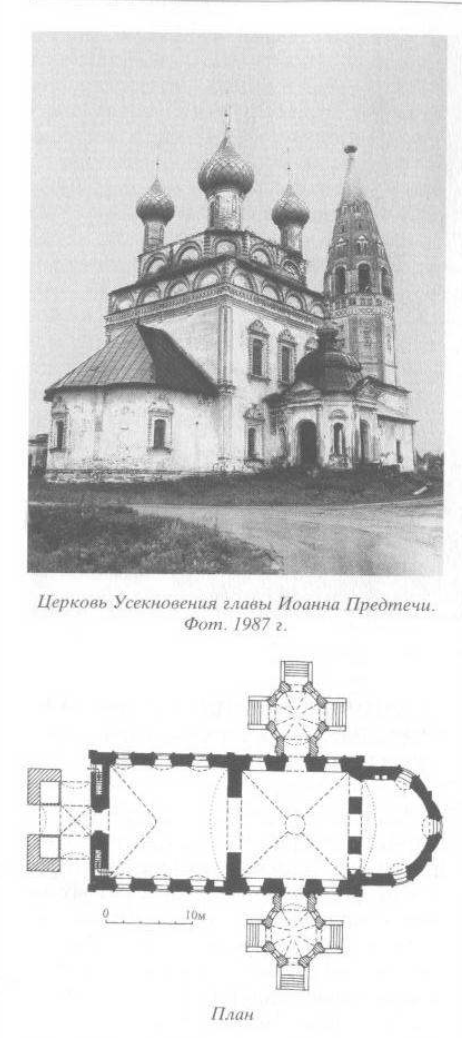
План. «Свод памятников архитектуры и монументального искусства России. Ивановская область. Часть 3», 2000 г.

Одночастная апсида имитирует трёхчастную. Её «лепестки» внешне разделяются колонками, но внутри имеют единый объём. Сложная форма придаётся и приделам, пристроенным в середине XIX века. Оформленные снаружи как восьмерики, в интерьере они имеют овальную форму. Храм декорирован двумя ярусами кокошников, один из которых «поддерживает» пятиглавие. Дуги кокошников украшены поребриком и дентикулами. Боковые фасады четверика декорированы пучками тройных колонок в углах, наборным фризом с поребриком, мотивом «пилы» и городков. Во внешнем убранстве церкви активно используется руст. Им оформлены углы каждого яруса и пилястры, фланкирующие верхние окна. Нижний ряд окон украшен набором мелких бусин. Наличники обоих ярусов завершаются разорванными гребнями, увеличивающимися во втором свете. Таким образом, декор храма варьируется от яруса к ярусу, делая его менее однообразным и приглушая вертикальную направленность постройки.

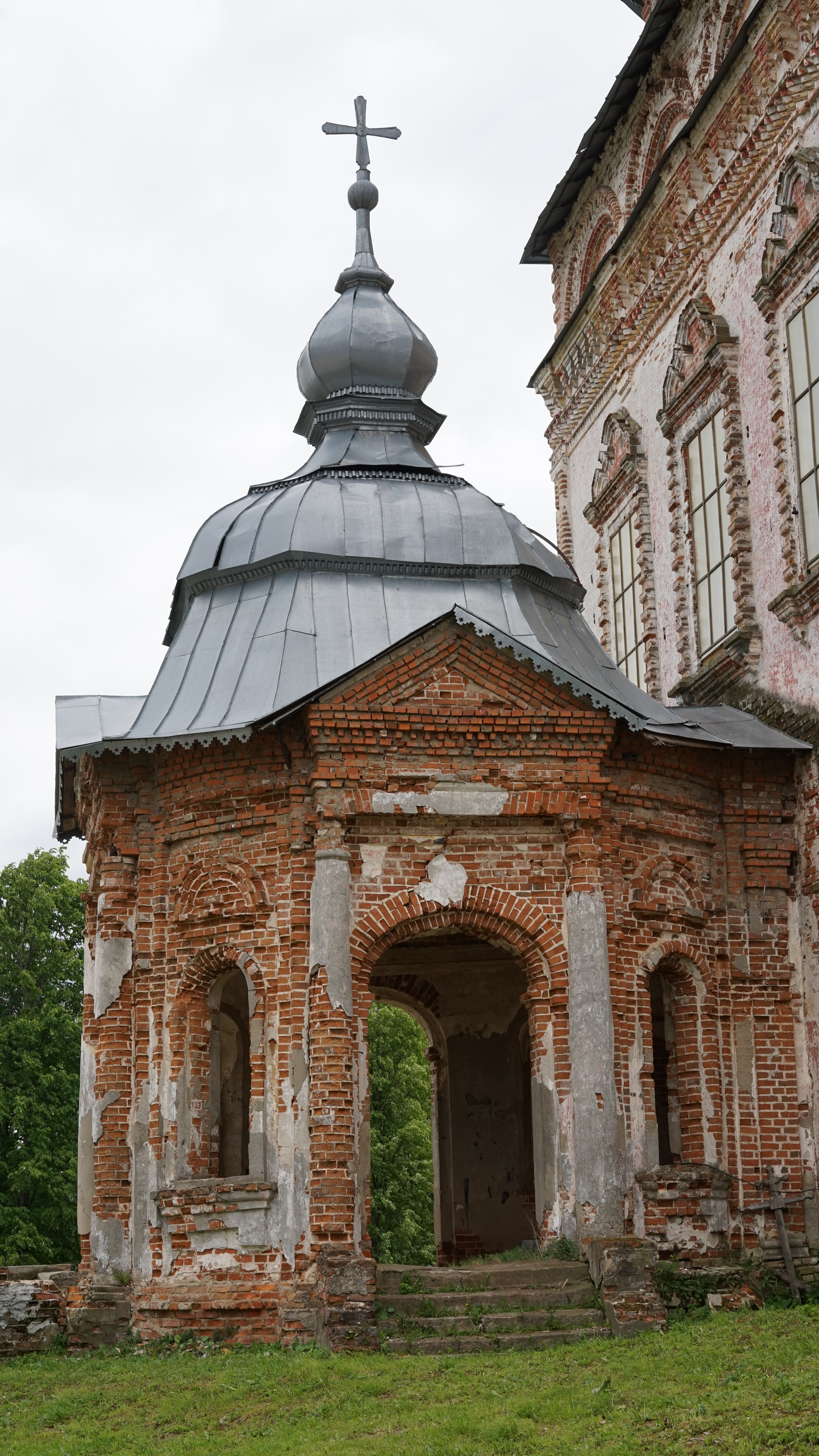
Придел

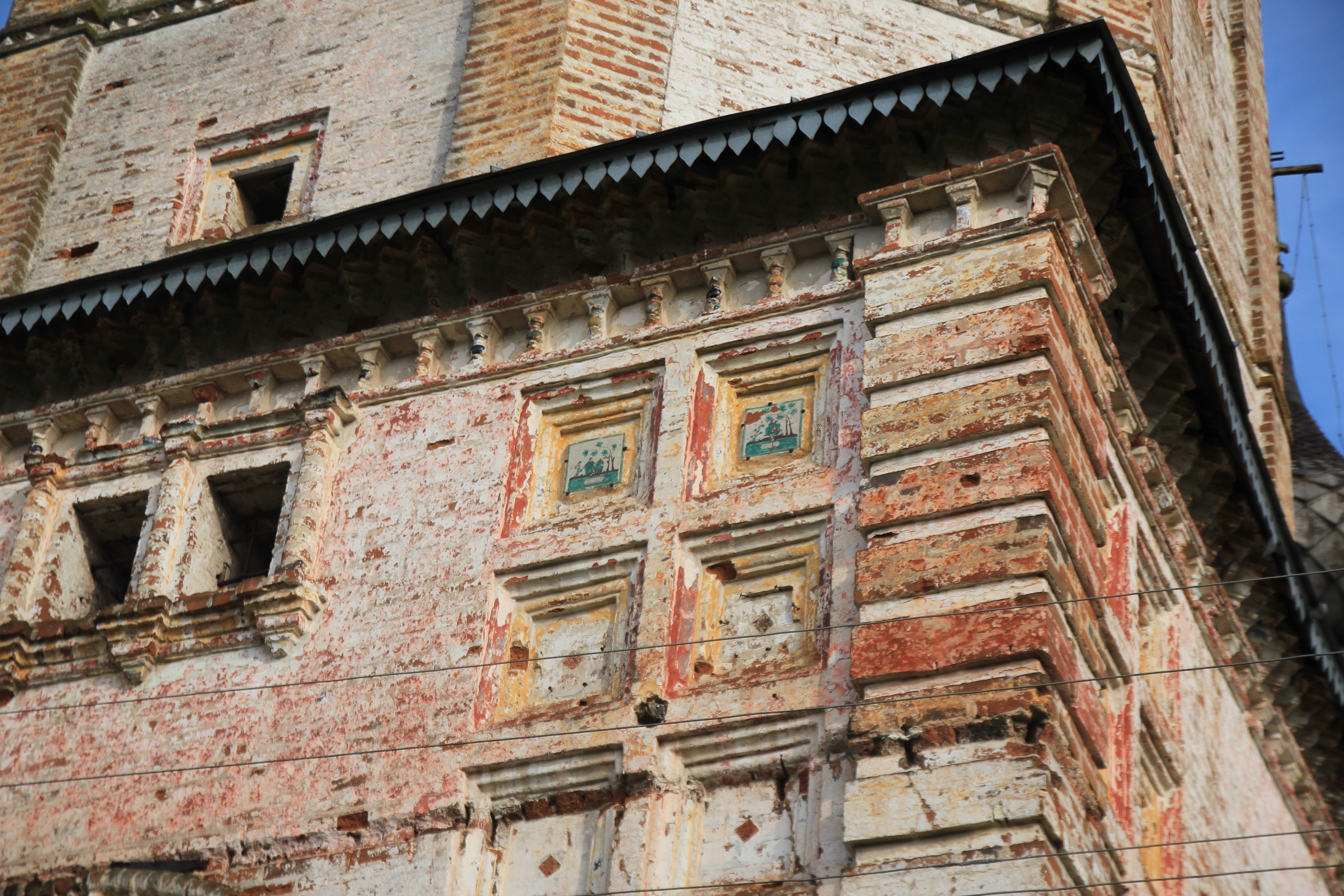
Изразцовые вставки

Декор восьмигранной шатровой колокольни, поднятой на двухъярусный четверик у западного фасада трапезной, вторит декору основного объёма. Внешние углы первого яруса оформлены рустом и двойным рядом ширинок. Мотив ширинок дублируется на гранях столпа и основании яруса звона и дополняется поливными изразцами. Под ярусом звона проходит кирпичный фриз с крестообразным рисунком. Лопатки с филенками на уровне звона закрепляют углы восьмерика. Высокий шатёр прорезан тремя рядами слухов, в нижнем ряду которых на юго-западе были установлены часы.
В оформленных в классицистическом стиле приделах — колонные портики с треугольными фронтонами на основных гранях. Они обрамляют широкие арочные входы. Окна оформлены более скромно, чем на основном объёме, но украшены лучковыми сандриками. Массивные колоколовидные кровли с перехватом и гранёными главами луковичного типа придают притворам массивность и приземистость.
Внутреннее пространство храма, лишённое опор, кажется входящему просторным. Четверик перекрыт сомкнутым сводом со световым барабаном в центре, трапезная — полулотковым сводом с распалубкам.
Храм был расписан местными мастерами около 1830 года темперными красками с применением графьи. Остатки живописи сохранились в четверике и алтаре. «Свод памятников» приписывает эти росписи палехско-шуйскому кругу. В особенности близка эта манера кругу братьев Медведевых. К 1830-м годам Т. Медведев был уже известным епархиальным художником, был приглашён в Санкт-Петербург для росписи Смольного собора и сыскал славу мастера иллюзорной передачи архитектурных форм. Имитация кессонов в арке, иллюзионистические ниши, гризайльные вставки и разработка архитектурных мотивов основных сюжетов росписи близка по качеству и характеру исполнения к его работам.
По стилю росписи храма Усекновения главы Иоанна Предтечи следуют барочной традиции: сложные многофигурные динамичные композиции, активное использование пейзажа и архитектуры в качестве фона, тщательная проработка драпировок. Однако в доличном письме проявляются и черты «иконного письма» рубежа XVII—XVIII веков. В колорите преобладают киноварные, медовые, голубые цвета. Свод отделён от стен позолоченным штукатурным карнизом и разбит на три яруса.
Программа росписей:

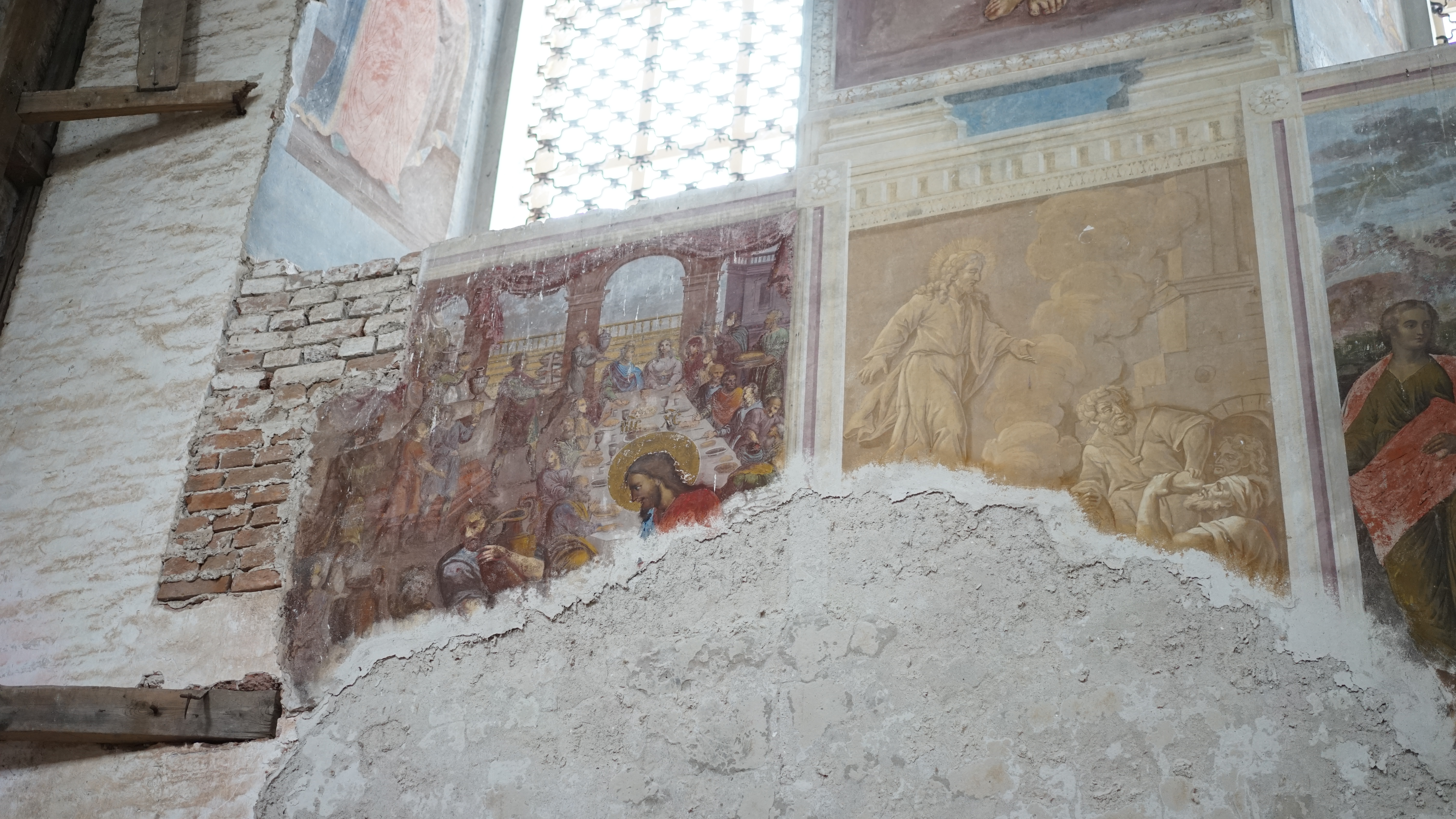
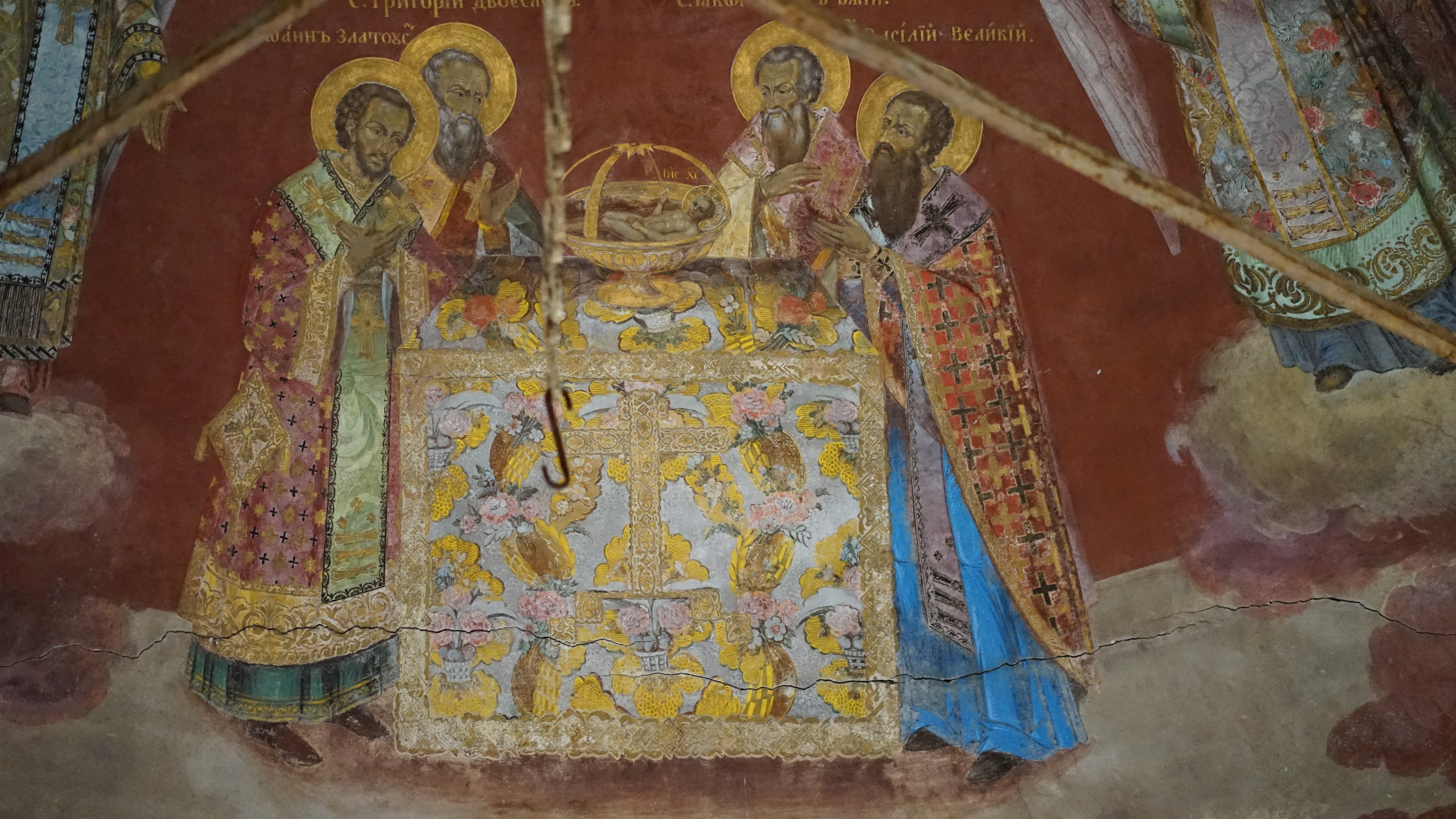
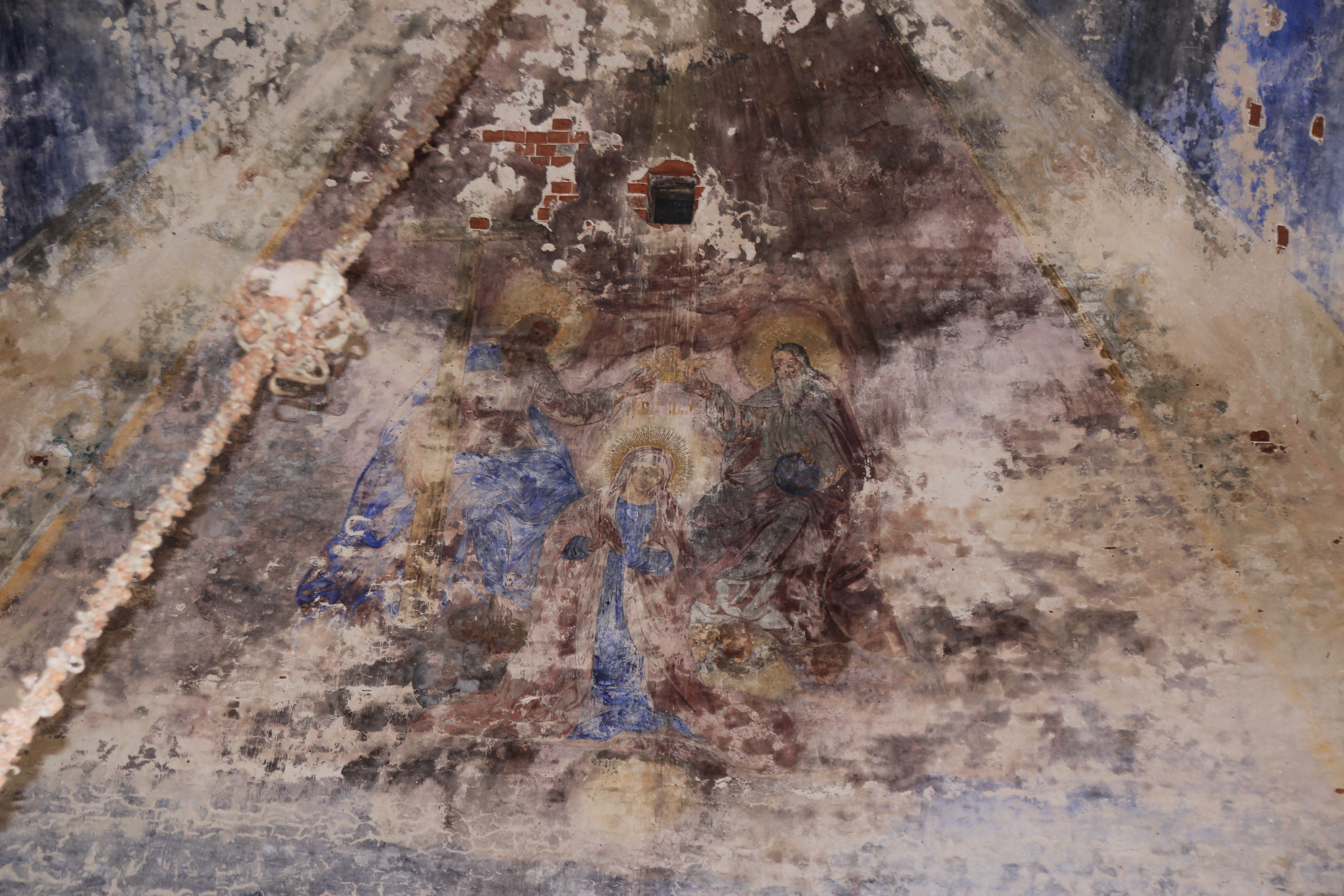
Сохранившиеся росписи

Роспись свода посвящена преимущественно ветхозаветным темам. В куполе барабана написан Саваоф. В простенках — архангелы; в центральной части восточного лотка была изображена Голгофа, которая одновременно играла роль фона для Распятия, завершавшего иконостас.
Росписи стен четверика поделены на четыре яруса. Сверху вниз:
- верхний, над окнами второго света, представлял собой череду вытянутых по горизонтали небольших аллегорических сцен, с вазонами с цветами;
- в южных и северных простенках располагались изображения евангелистов;
- на откосах окон изображены святые, вверху — иконы Богоматери, несомые ангелами;
- ярус, проходящий под верхними окнами, посвящен евангельским сценам;
- самый нижний ярус представлен сценами «Воскресение» (южная стена) и «Вознесение» (северная стена).

В центре портика на западной стене — большая композиция «Поклонение волхвов» с ландшафтным фоном.
В конхе апсиды — многофигурная композиция «Да молчит всякая плоть».

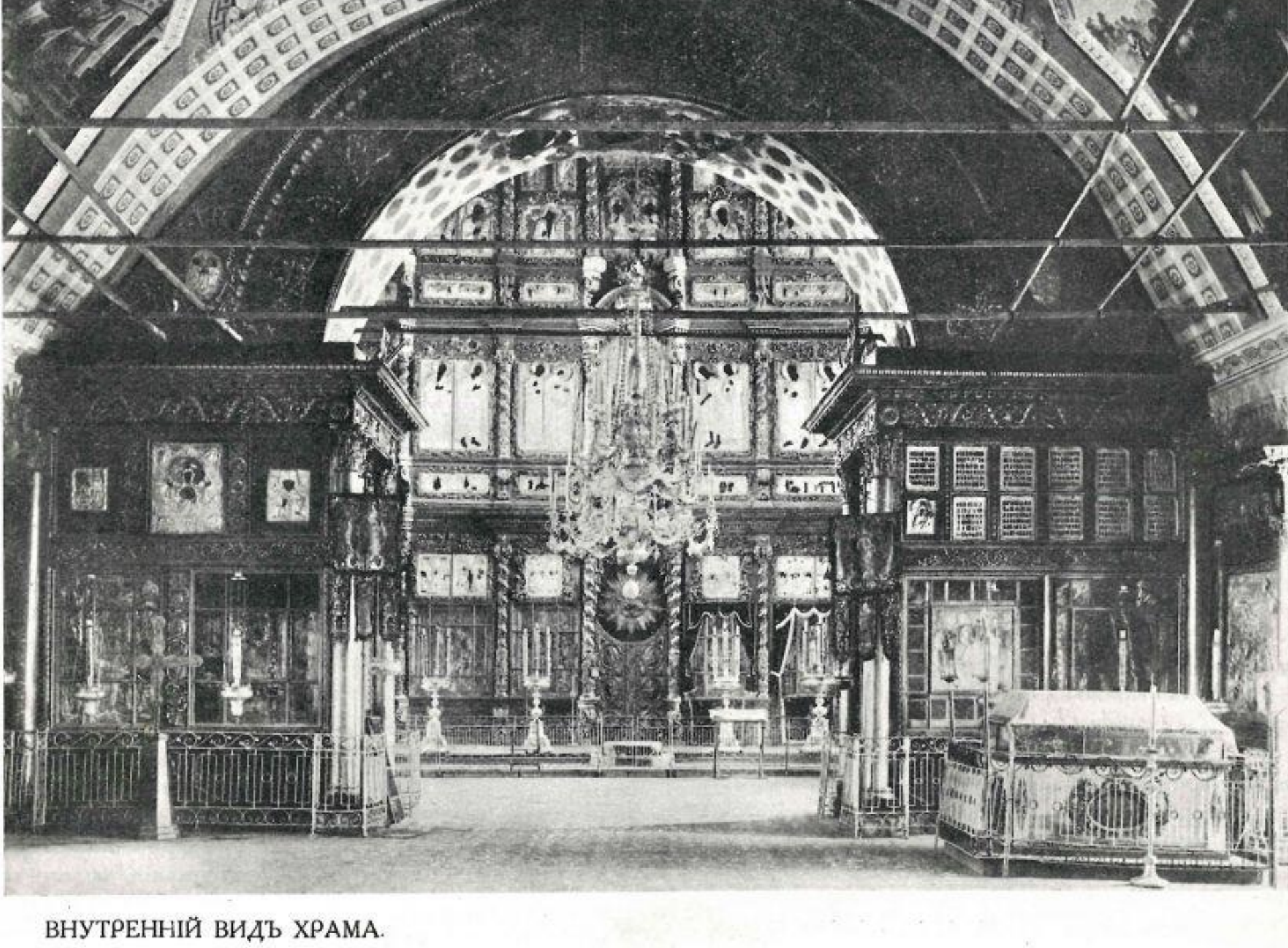

Царские врата были выполнены в Москве на фабрике придворного фабриканта-купца Павла Созикова в 1844 году. Ему и мастеру Ретневу (Костромская губерния) приписывают и часть икон иконостаса.
Церковь Вознесения, построенная в 1863 году, играет в ансамбле подчинённую роль. Композиция более позднего тёплого храма состоит из основного двусветного четверика, чуть суженной полуциркульной апсиды, четырёхстолпной трапезной и притвора западного входа. Все эти составляющие размещены на общей продольной оси.

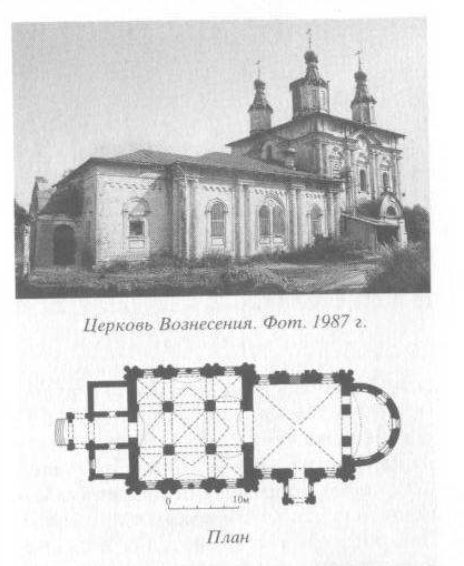
План. «Свод памятников архитектуры и монументального искусства России. Ивановская область. Часть 3», 2000 г.

Декоративное убранство выполнено в основном в формах русско-византийского стиля. Хотя в нём, как и в декоре холодной церкви, сочетаются приемы древнерусского зодчества, классицизма и московского барокко.
Главки установлены на невысокие шатры с килевидными кокошниками в основании, а не непосредственно на барабаны. Особую пластическую выразительность объёму придают парные трёхчетвертные колонны, которые делят фасады на три прясла. На углах объёмов вновь повторяется мотив соединения трёх колонн.
Боковые входы в храм представляют собой притворы с килевидным завершением кровли над полукруглым окном. Средняя ось боковых фасадов выделяется фронтоном среднего прясла. Архитектором выбирается в основном арочная форма окон. Они украшены наличниками с килевидными завершениями или разорванными фронтонами.

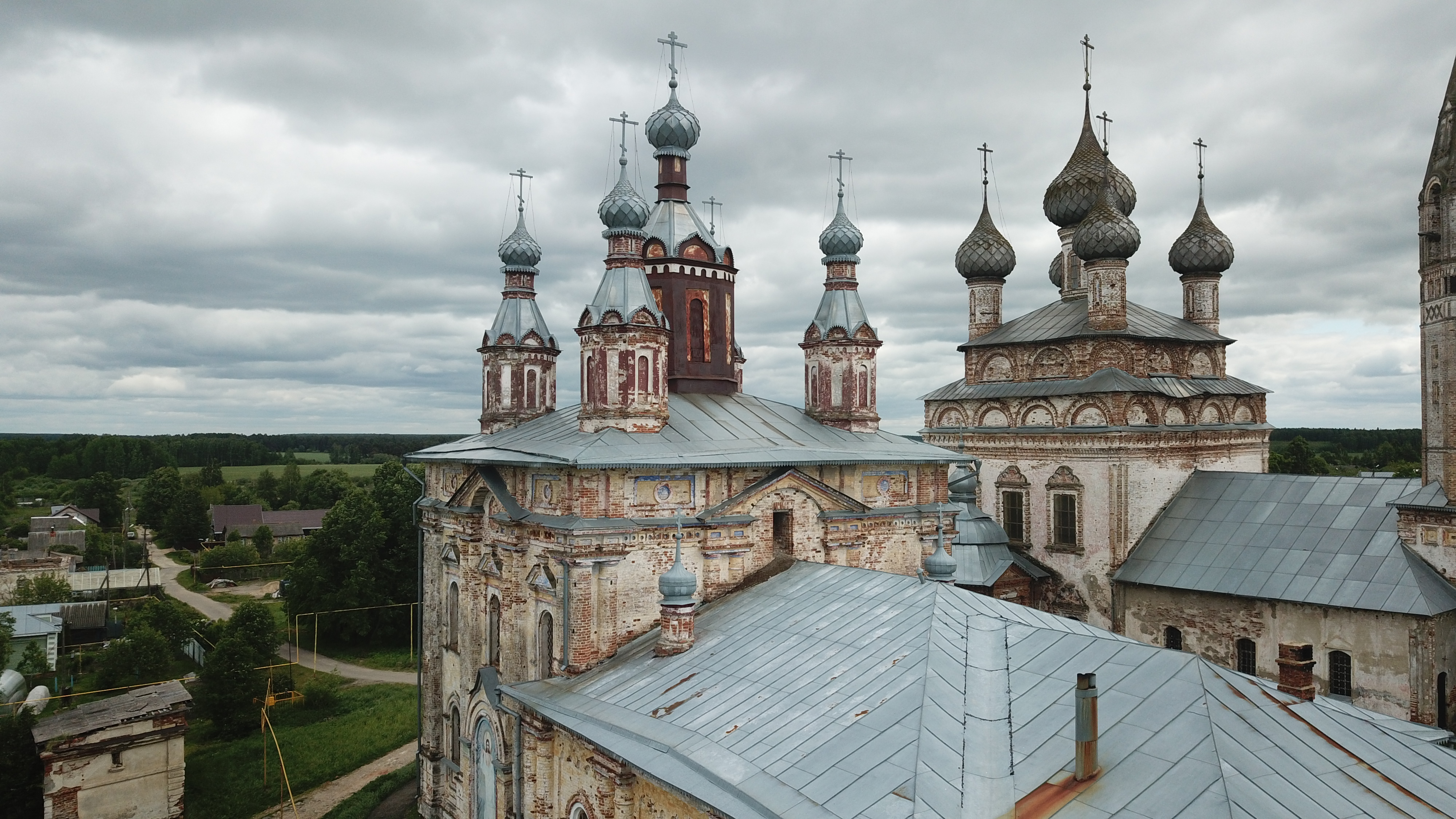
Общий вид (Церковь Вознесения)

Примерно до 1900 года храм был красным, затем был перекрашен в жёлтый цвет, что значительно ухудшило восприятие его декоративных элементов.
Во внутреннем пространстве четверик перекрыт сомкнутым сводом; трапезная — системой лотковых и сомкнутых сводов.
Не сохранилась масляная роспись второй половины XIX века. Колорит, как свидетельствует «Свод памятников», был холодным и сдержанным.

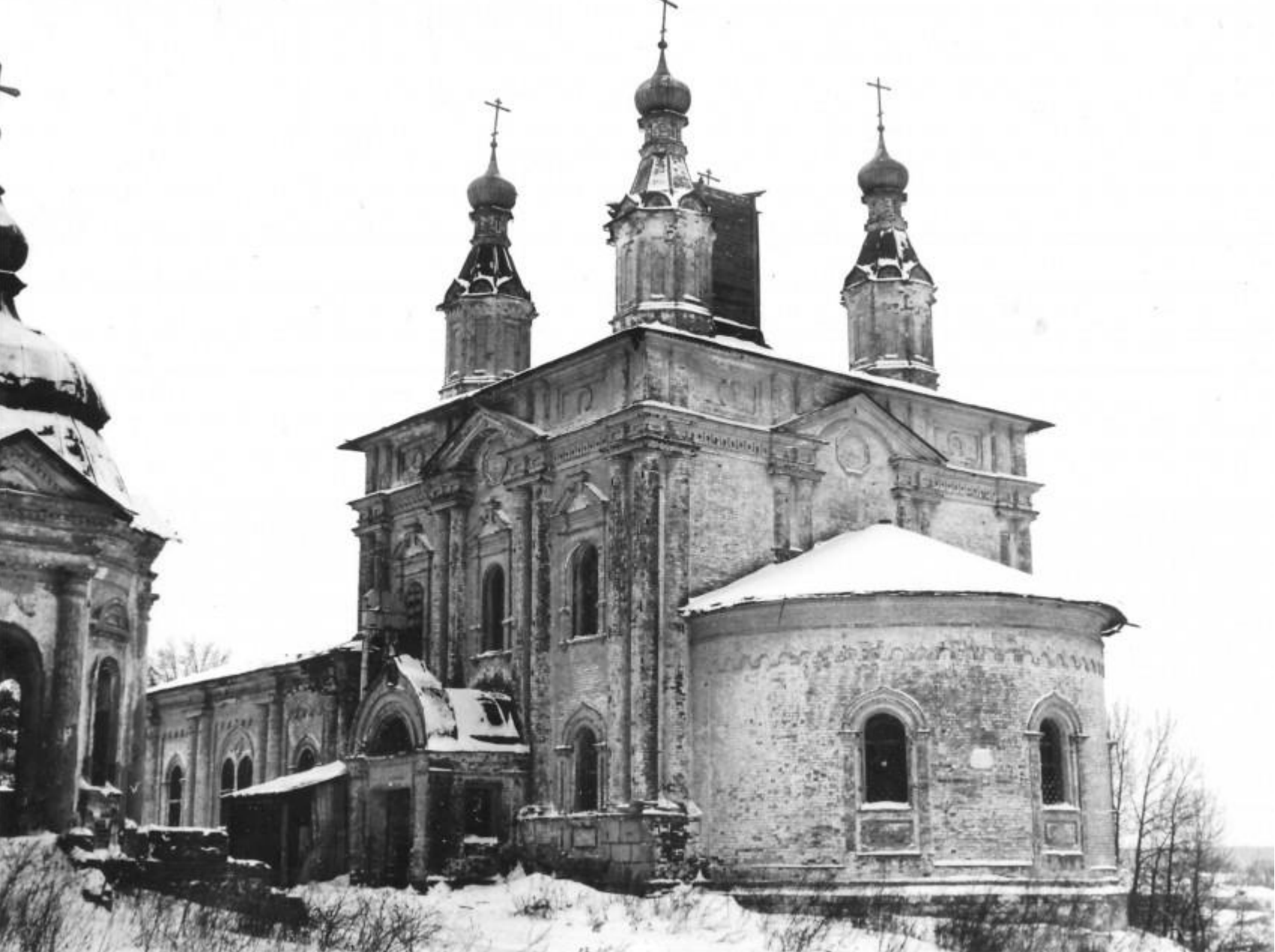
Церковь Вознесения в 1991 году

Рёбра свода были подчеркнуты живописными орнаментальными тягами. На восточном лотке было написано «Вознесение», на северном и южном располагались группы апостолов, на западном — сцена «Коронования Богоматери». В алтаре свод отделялся лепным карнизом (как и в первой церкви). По сторонам центрального окна располагались надписи «Богоматерь» и «Христос».